# The Tolbooth (Aberdeen)
The Tolbooth er et museum i Aberdeen, Aberdeenshire, Skotland, der er indrettet i et tidligere fængsel fra 1600-tallet. Museets udstilling består af fængselsceller og forskellige udstillinger om politi, lov og orden. 
Aberdeen City Council overtog bygningen og åbnede den for offentlighedne i 1995.